# Товар, Оскар
О́скар Това́р Се́рпа (исп. Óscar Tovar Serpa; 1923—2009) — перуанский ботаник.

## Биография
Оскар Товар Сепра родился 25 октября 1923 года в деревне Конаика близ города Уанкавелика. Учился в Университете Сан-Маркос. В 1950 году вместе с Эммой Серрате и Рамоном Феррейрой принял участие в создании Музея естественной истории при университете. В 1955 году получил степень доктора за диссертацию по роду Chuquiraga. Впоследствии основным направлением исследований Товара оставалась систематика семейства Астровые (Perezia, Flotovia), однако он также издал несколько монографий по родам семейства Злаки (Calamagrostis, Poa).
С 1970 года Товар был профессором Академического отделения естественных наук. В 1977 году он стал первым директором Института биологических исследований имени Антонио Раймонди, в 1979 году ушёл с этого поста. С 1986 года Товар был почётным профессором.
Оскар Товар скончался в Лиме 27 октября 2009 года.

## Некоторые научные работы
- Las Comunidades Vegetales de la Reserva Nacional de Vicuñas de Pampa Galeras (1973)
- Ecomorfología de algunas Plantas de la Puna Central del Perú (1977)
- Vegetatio Andinae, I. Datos sobre las comunidades Vegetales Altoandinas de los andes Centrales del Perú (1982)
- Las gramíneas del Perú (1993)
- Plantas Medicinales del Valle del Mantaro (2001)

## Некоторые виды растений, названные в честь О. Товара
- Aequatorium tovarii H.Rob. & Cuatrec., 1992
- Axinaea tovarii Wurdack, 1966
- Capsicum tovarii Eshbaugh, P.G.Sm. & Nickrent, 1983
- Chusquea tovarii L.G.Clark, 2009
- Cistanthe tovarii A.Galán, 1996
- Gentianella tovariana Fabris, 1955
- Geranium tovarii Aedo, 2000
- Nolana tovariana Ferreyra, 1955
- Nototriche tovarii Krapov., 1957
- Piptochaetium tovarii Sánchez Vega, 1991
- Poa tovarii Soreng, 1998, nom. nov.
- Puya tovariana L.B.Sm., 1954
- Solanum tovarii S.Knapp, 1992